# Renée Fleming
Renée Lynn Fleming (sinh ngày 14 tháng 2 năm 1959) là một ca sĩ giọng nữ cao người Mỹ, được biết đến với các buổi biểu diễn opera, hòa nhạc, các bản thu âm, tác phẩm sân khấu, điện ảnh và tại các sự kiện cộng đồng lớn. Là người nhận Huân chương Nghệ thuật Quốc gia, Fleming đã được đề cử 17 giải Grammy, trong đó bà có 4 lần giành chiến thắng. Các giải thưởng đáng chú ý khác của bà bao gồm huân chương Bắc Đẩu Bội Tinh từ chính phủ Pháp, Huân chương Chữ thập của Đức, Giải thưởng Âm nhạc Polar của Thụy Điển và tư cách thành viên danh dự của Học viện Âm nhạc Hoàng gia Anh. Khác với các các nghệ sĩ bắt đầu sự nghiệp từ opera, Fleming đã được công nhận tên tuổi vượt ra khỏi tầm cỡ âm nhạc cổ điển đơn thuần.